# District de Weiyang (Xi'an)
Pour les articles homonymes, voir Weiyang.
Le district de Weiyang (未央区 ; pinyin : Wèiyāng Qū) est une subdivision administrative de la province du Shaanxi en Chine. Il est placé sous la juridiction de la ville sous-provinciale de Xi'an.